# Stephan Beissel
Stephan Beissel (eigentlich Karl Christian Stephan Hubert Beissel; * 21. April 1841 in Aachen; † 31. Juli 1915 in Valkenburg, Niederlande) war ein deutscher Jesuit und Kunsthistoriker.

## Leben
Beissel, Sohn des Nadelfabrikanten Stephan Beissel (1815–1849) und der Elise Jeghers (1819–1892) aus Eupen, studierte nach seinem Abitur am Aachener Städtischen Gymnasium 1860 Katholische Theologie in Bonn und Münster und wurde 1864 in Köln zum Priester geweiht. Nachdem er zunächst Vikar an St. Michael in Burtscheid war, trat er 1871 dem Jesuitenorden bei. Da 1872 der Jesuitenorden in Deutschland verboten wurde, hielt er sich von da an in Frankreich und England auf, meist lebte er jedoch in den Niederlanden. 1879 wurde ihm als Tätigkeitsfeld von seinem Orden die christliche Kunst und die Christliche Archäologie zugewiesen, mit der er sich dann bis zu seinem Tode befasste.
Beissel gilt als „einer der Begründer der modernen Reliquienforschung“.
Beissel war darüber hinaus Sammler von Siegeln und Siegelabgüssen. Das Historische Archiv des Erzbistums Köln erwarb 1984 seine Sammlung von ca. 30.000 Siegeln im Kunsthandel.

## Veröffentlichungen (Auswahl)
- Die Baugeschichte der Kirche des heiligen Victor zu Xanten (1883)
- Geldwerth und Arbeitslohn im Mittelalter. Eine culturgeschichtliche Studie im Anschluß an die Baurechnungen der Kirche des hl. Victor zu Xanten Freiburg i. Br. 1885 Digitalisat (Nachdruck Paderborn 2011)
- Geschichte der Trierer Kirchen, ihrer Reliquien und Kunstschätze (1888)
- Die Bauführung des Mittelalters. Studie über die Kirche des hl. Victor zu Xanten. (1889)
- Die Verehrung der Heiligen und ihrer Reliquien in Deutschland während des Mittelalters (1890–92, Digitalisat Band 1, Band 2; Nachdruck 1976 und 1988 mit Verzeichnis seiner Schriften)
- Der heilige Bernward von Hildesheim als Künstler und Förderer der deutschen Kunst (1895)
- Bilder aus der Geschichte der altchristlichen Kunst und Liturgie in Italien (1899)
- Die Aachenfahrt. Verehrung der Aachener Heiligtümer seit den Tagen Karls des Grossen bis in unsere Zeit (1902)
- Der Reliquienschrein des heiligen Quirinus zu Neuss (1903)
- Kunstschätze des Aachener Kaiserdoms. Werke der Goldschmiedekunst, Elfenbeinschnitzerei und Textilkunst (1904)
- Entstehung der Perikopen des Römischen Messbuches. Zur Geschichte der Evangelienbücher in der ersten Hälfte des Mittelalters (1907, Nachdruck 1967)
- Geschichte der Verehrung Marias in Deutschland während des Mittelalters (1909)
- Geschichte der Verehrung Marias im 16. und 17. Jahrhundert (1910)